# Košmrlj
Košmrlj je priimek v Sloveniji, ki ga je po podatkih Statističnega urada Republike Slovenije na dan 1. januarja 2010 uporabljalo 191 oseb.

## Znani nosilci priimka
- Andrej Košmrlj (*1982), fizik (ZDA)
- Borislava Košmrlj Levačič, jezikoslovka slovenistka, leksikologinja
- Drago Košmrlj (1911—2003), novinar in publicist, radijski komentator
- Janez Košmrlj (*1966), kemik, univ. prof.
- Tone Košmrlj (*1959), pop-glasbenik in besedilopisec